# 张叶飞
张叶飞（1966年11月—），男，汉族，江苏江阴人，中华人民共和国政治人物，中国共产党党员，曾任镇江市人民政府市长，第十三届全国人民代表大会江苏地区代表。

## 生平
2017年1月至2020年4月任镇江市人民政府市长。2018年2月24日，当选为第十三届全国人大代表。